# San (popolo)

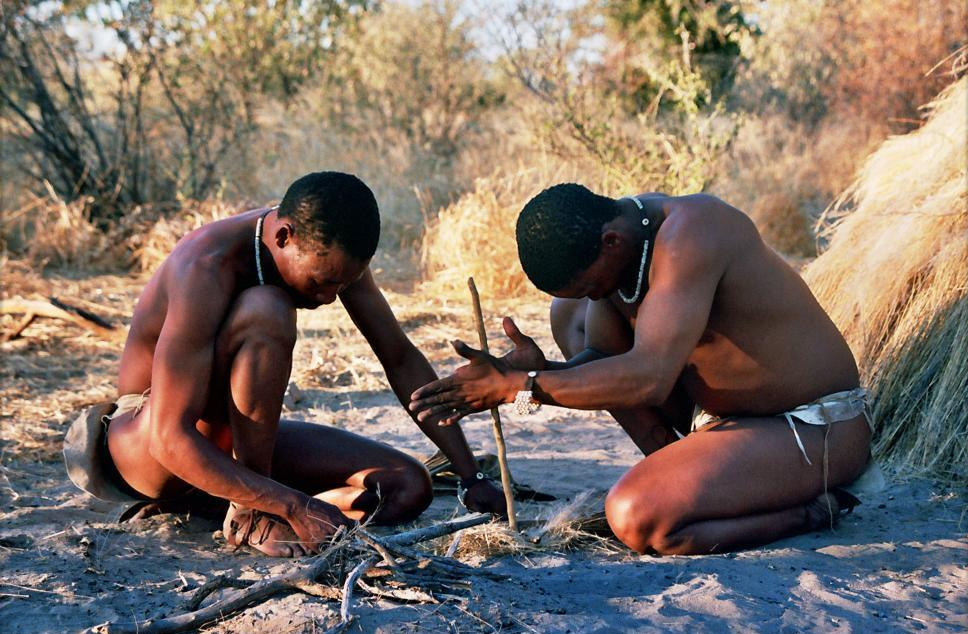
Due san intenti ad accendere il fuoco
Deception Valley, Botswana

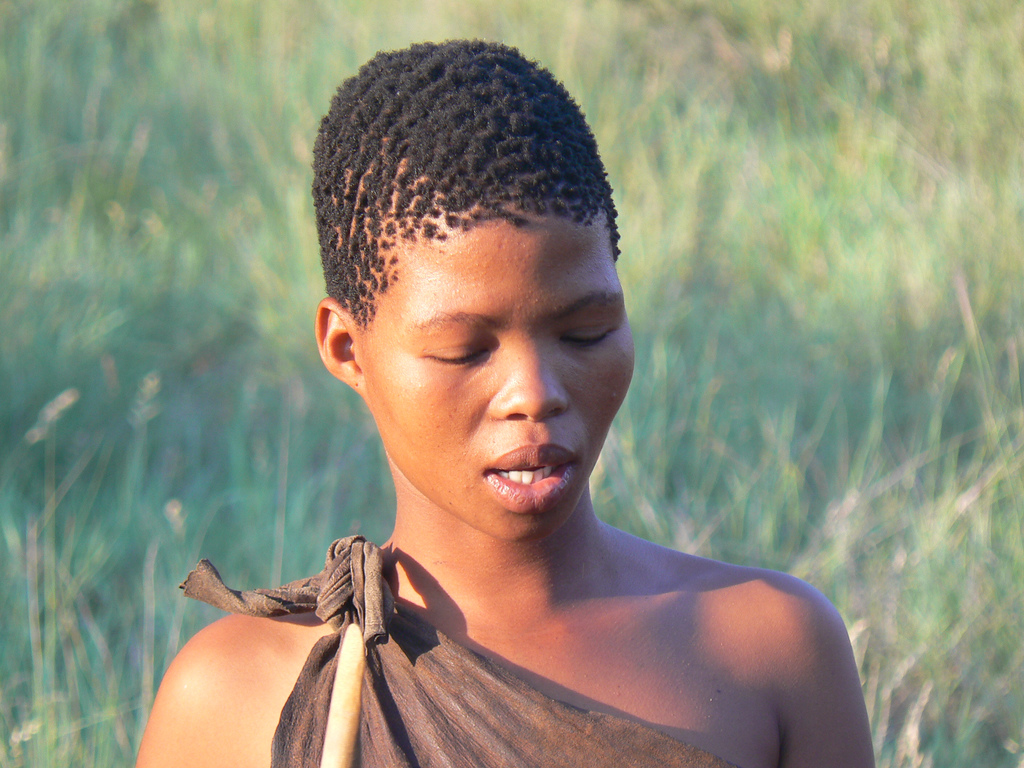
Giovane donna san
Botswana

I san, un tempo conosciuti come boscimani sono un popolo che vive nel Kalahari (tra Sudafrica, Namibia e Botswana) e che è imparentato con i khoikhoi, con i quali forma il gruppo khoisan. Non hanno un termine per indicare il proprio popolo nel suo insieme: il nome "San" fu loro attribuito dai khoikhoi, nella cui lingua san significa "straniero", "diverso" (rispetto ai khoi). In genere, i Boscimani, difatti, preferiscono farsi chiamare "boscimani" (boesman in afrikaans, bushmen in inglese), sebbene questa denominazione appaia offensiva a molti occidentali (letteralmente significa "uomini della boscaglia").
Le prove archeologiche suggeriscono che i san abitino l'Africa meridionale da almeno 22 000 anni. Insieme ai pigmei dell'Africa centrale, i boscimani sono stati considerati la possibile fonte della linea di discendenza del DNA mitocondriale della Eva mitocondriale. Sono principalmente cacciatori-raccoglitori noti per aver sviluppato un particolare sistema di comunicazione manuale durante la caccia e per cacciare usando frecce avvelenate con la linfa della Euphorbia damarana. Usanza che ha valso loro il soprannome di "uomini-scorpione". Nel moderno Sudafrica, i boscimani sono stati largamente assorbiti (quasi fino alla totale estinzione) nel gruppo dei coloured o griqua (i quali a loro volta hanno avuto origine dall'unione dei boeri con donne khoisan). 
Dal 2002 i boscimani del Botswana richiedono un'azione legale al fine di impedire alle autorità di Gaborone di rimuoverli dalla riserva faunistica del Kalahari centrale, terra dei loro antenati. I boscimani sostengono che il governo del Botswana stia tentando di distruggere la loro cultura attraverso la sedentarizzazione forzata e la persecuzione della loro identità culturale.

## Storia

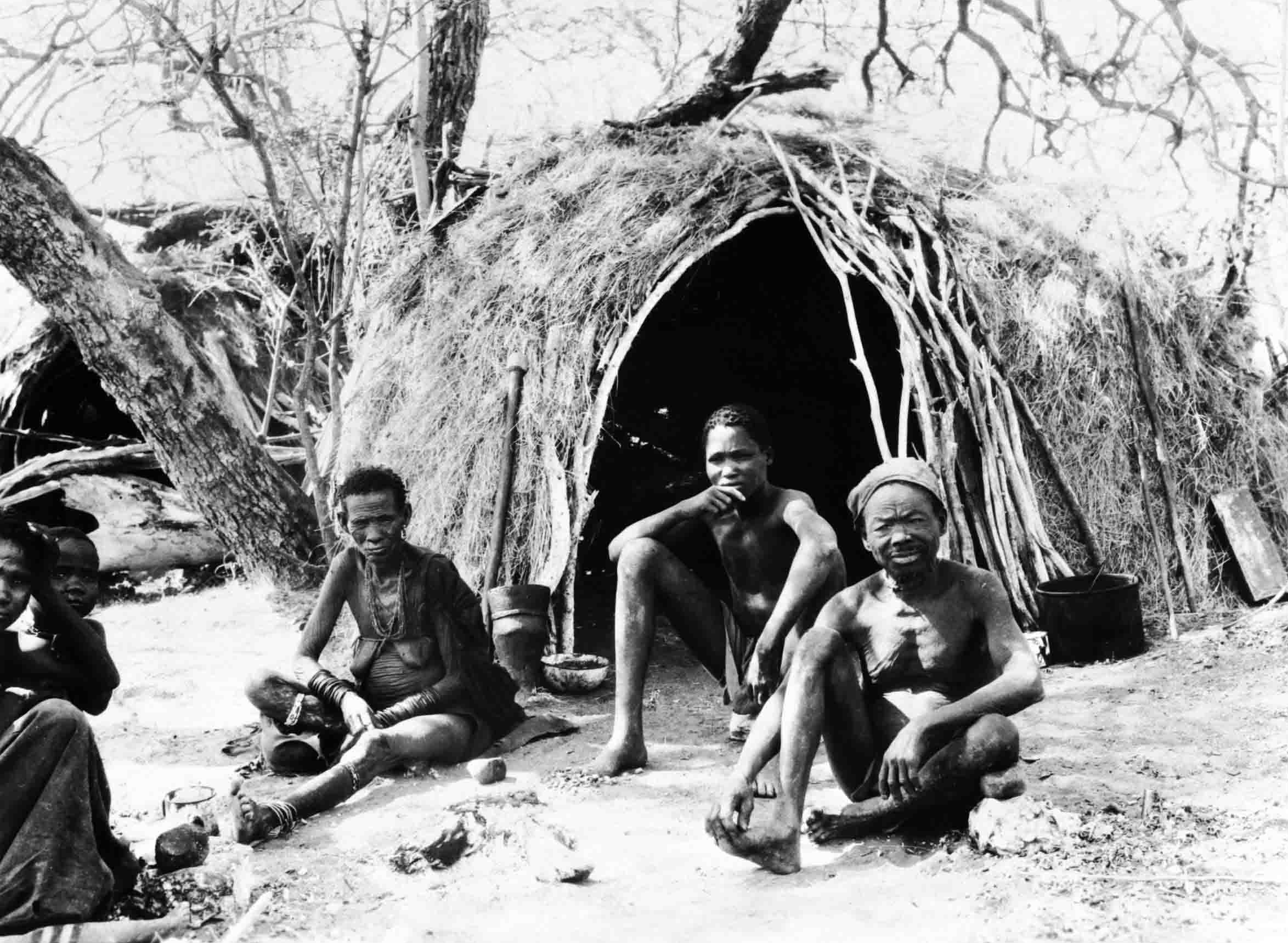
Boscimani in una foto d'epoca (Namibia)

I boscimani sono i più antichi abitanti dell'Africa australe dove vivono da almeno 20 000 anni. Il loro habitat è il vasto deserto del Kalahari. Si definiscono "coloro che seguono la luce" poiché si spostano in funzione delle piogge per nutrirsi di frutti, radici e di tutto quello che la natura mette a disposizione.
Questo popolo nomade di cacciatori e raccoglitori occupava anticamente parte dell'Africa australe. L'arrivo successivo delle popolazioni bantu, agricoltori sedentari, e degli ottentotti, allevatori che parlavano una lingua della stessa famiglia, ha decimato questa popolazione e l'ha spinta verso meridione. Qui i san sono entrati in contatto con gli olandesi, che pochi anni prima si erano stabiliti sulle coste del Sudafrica: l'approdo dei coloni bianchi (XV secolo) avvenne infatti quando i san erano a chilometri dalla costa.
L'irruzione nel mondo san degli agricoltori boeri e ugonotti ha peggiorato ulteriormente la situazione. Il conflitto con i bianchi è stato particolarmente cruento: i boscimani, colpevoli di attaccare indiscriminatamente il bestiame d'allevamento come facevano tradizionalmente con gli animali selvatici, furono cacciati dai coloni alla stregua di bestie feroci.
Relegati oggi in una tra le più povere terre del mondo, il Kalahari, i boscimani rischiano ancora di dover trasferirsi in quanto il governo del Botswana vorrebbe integrarli ai benefici della civiltà ma pare che l'integrazione sia sostenuta in realtà al fine di permettere lo sfruttamento delle miniere di diamanti da parte della "De Beers".
Nel 1991, il Botswana Christian Council ha pubblicato un rapporto circa un caso concernente alcuni boscimani sospettati di cacciare in una proprietà privata, quindi catturati e torturati da parte delle guardie dei parchi nazionali.
Nel 1997, molti di loro furono cacciati dalle loro case nel Kalahari e coloro che sono rimasti hanno subito delle drastiche riduzioni del loro territorio di caccia, con continui soprusi e torture. All'inizio del 2002 i soprusi si sono intensificati: le pompe d'acqua sono state distrutte, le riserve d'acqua svuotate nel deserto e la caccia e la raccolta vietata. Praticamente tutti i boscimani sono stati espulsi dalla riserva del Kalahari ma numerosi di loro sono poi ritornati sulle loro terre e molti altri vorrebbero fare altrettanto.

## Paleoantropologia
Studi recenti sembrerebbero suggerire che i san costituiscano uno dei più antichi rami dell'evoluzione dell'uomo moderno, essendo rimasti isolati geneticamente per un tempo stimato sui 100.000 anni.
Nonostante sia stata dimostrata la presenza nel loro territorio da almeno 20.000 anni, esistono resti di scheletri compatibili con questa popolazione ben più antichi risalenti addirittura a 100.000 anni fa, è il cosiddetto popolo degli strandlopers o boscopoidi della regione costiera della Namibia. Strandloper significa in lingua afrikaans "camminatore di spiaggia", in riferimento allo stile di vita di questo antichissimo popolo che viveva raccogliendo conchiglie e altri organismi spiaggiati lungo la costa del mare.
La cosa interessante di questi scheletri è il rapporto teorico tra il peso del cervello e del corpo, superiore ad ogni altro Homo sapiens esistito dal passato al presente: i boscopoidi avevano una capacità del cranio superiore del 30% a quella dell'uomo moderno, su un corpo da pigmeo. Con questi grandi crani si suppone avessero un'intelligenza fuori del comune e in effetti sono state trovate tra i reperti alcune piccole trappole per la pesca veramente ingegnose, inoltre si hanno le prime testimonianze di sepolture rituali. Altro fattore d'interesse è il loro stile di vita legato esclusivamente al mare che li distingueva da ogni altro Homo sapiens più arcaico.

## Aspetti antropologici
Generalmente sono descritti dagli antropologi bassi, steatopigi, magri, dolico-mesocefali, rugosi a causa della cosiddetta gerontodermia, ovvero mancanza di grasso sotto la pelle, che è relativamente chiara e di colore giallastro. I loro volti tendono ad essere caratterizzati da piattezza, bocca carnosa, naso largo e piatto, padiglione auricolare accartocciato con piccolo lobo, capelli estremamente arricciati, rima palpebrale stretta con talvolta plica mongolica, ma più spesso esterna, mentre gli arti sono sottili. Sono inoltre stati riportati alcune caratteristiche peculiari delle mammelle e dei genitali esterni.

## Cultura
Le lingue boscimane appartengono alla famiglia khoisan. Sono lingue differenti ma tutte caratterizzate da consonanti clic, simili a schiocchi, e trascritte con segni come "|" o "/".
I boscimani sono dei cacciatori-raccoglitori che, per migliaia di anni, hanno trovato la loro sussistenza nel deserto grazie a un'approfondita conoscenza dell'ambiente e a un insieme ridotto di tecniche efficaci in tale ambiente. Cacciavano soprattutto antilopi, facendo uso di frecce avvelenate; il veleno è ottenuto dalla linfa di una specie di euforbia endemica dell'Africa meridionale, Euphorbia damarana, mentre le faretre e il corpo della freccia erano ricavate da un'altra pianta endemica della zona, Aloidendron dichotomum. Le basi della dieta dei boscimani erano comunque costituite da frutti, bacche e radici del deserto. La pianta Mesembryanthemum tortuosum veniva tradizionalmente usata dai pastori e dai cacciatori sudafricani, che masticavano la pianta secca, per alleviare i sintomi di fame e sete e per sedare o migliorare il loro umore.
I riti religiosi erano pervasi da quella che James George Frazer definì magia omeopatica. Per esempio, se i boscimani dovevano cacciare una preda notoriamente veloce, cercavano di nutrirsi di carne di un animale lento nei movimenti, augurandosi che la loro preda ne subisse l'influsso "magico".

La forma di arte principale dei boscimani è rappresentata dai petroglifi, che venivano usati anche per istruire i bambini. In Namibia si trovano numerosi siti archeologici ricchi di graffiti boscimani; uno dei più noti è quello di Twyfelfontein.

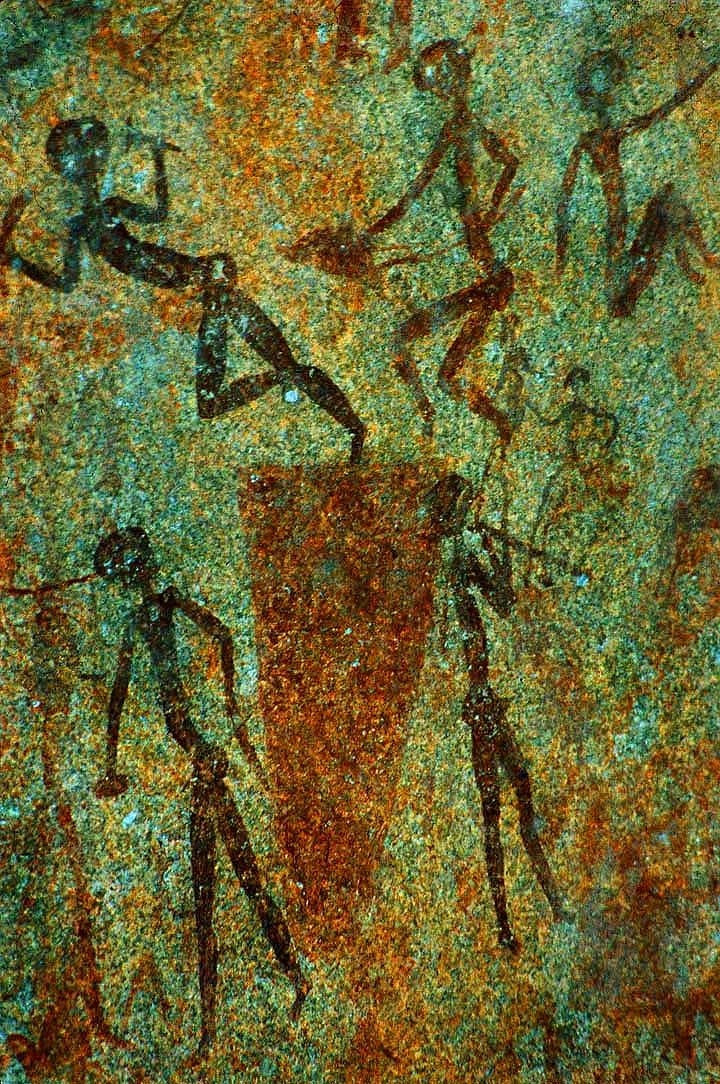
Petroglifi boscimani in Zimbabwe

La cultura tradizionale dei boscimani è oggi quasi completamente scomparsa. Molti di loro sono stati obbligati a lasciare i loro territori d'origine per vivere nei villaggi situati in zone non adatte alla caccia ed alla raccolta.
L'integrazione dei boscimani con le altre società umane ha avuto quasi dappertutto il risultato di annullare la cultura boscimane. In Namibia, per esempio, i boscimani svolgono soprattutto lavori umili al servizio della popolazione bianca. Nel Botswana subiscono la discriminazione e l'ostracismo della società tswana malgrado un programma di sedentarizzazione lanciato dal governo: vivono nei ranch in cui lavorano e sono marginalizzati.

### Poesie boscimane
Prends ma figure et donne moi la tienne !

Prends ma figure, ma figure malheureuse

Donne-moi ta figure,

Avec laquelle tu reviens

Quand tu meurs

Quand tu disparais de ma vue

Tu te couches et reviens.

Laisse-moi te ressembler, parce que tu es pleine de joie

Tu reviens chaque fois plus vivante

Après que tu aies disparu de ma vue

Ne nous as-tu pas promis jadis

Que nous aussi nous reviendrons

Et serons à nouveau heureux après la mort ?
Prendi la mia figura e dammi la tua!

Prendi la mia figura, la mia figura infelice;

dammi la tua figura,

con la quale tu tornerai.

Quando tu morirai.

Quando tu scompari dalla mia vista.

Tu ti addormenti e poi ritorni.

Lasciami rassomigliarti, perché tu sei pieno di gioia.

Tu risorgi ogni volta sempre più vivo.

Dopo che tu sia scomparso dai miei occhi

tu non ci hai mai promesso

che anche noi ritorneremo

e saremo di nuovo felici dopo la morte?
(testo originale in inglese)
Ma che siamo tutti matti? (The Gods Must Be Crazy) racconta del primo incontro di una tribù di boscimani del Kalahari con un artefatto della società moderna (nella fattispecie, una bottiglia di Coca-Cola).
I boscimani, inoltre, vengono narrati in alcuni dei romanzi di Wilbur Smith, tra cui La spiaggia infuocata, dove Centaine de Thiry, dopo una turbolenta navigazione per arrivare a Città del Capo, in Sud Africa, naufraga nel Kalahari, dove viene "adottata" da una coppia di boscimani che le insegneranno come sopravvivere in quella terra desolata.